# Rețeaua de la Utrecht

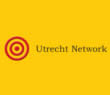
Logoul Reţelei de la Utrecht

Rețeaua de la Utrecht este o grupare de cooperări interuniversitare în Europa. Modurile sale de acțiune:
- școli de vară tematice universitare
- mobilitate studențească în Europa
- cursuri pedagogice și diplome în cotutelă în Europa
- cooperări de cercetare și mobilitatea doctoranzilor și cercetătorilor între laboratoare asociate.

## Universități membre ale rețelei de la Utrecht
| Austria - Universitatea din Graz Belgia - Universitatea din Anvers Cehia - Universitatea Masaryk din Brno Danemarca - Universitatea din Aarhus Estonia - Universitatea din Tartu Finlanda - Universitatea din Helsinki Franța - Universitatea Lille Nord din Franța - Universitatea Lille I - Universitatea din Strasbourg Germania - Universitatea din Bochum - Universitatea din Leipzig Grecia - Universitatea Aristotel din Thessalonic Ungaria - Universitatea Eötvös Loránd Islanda - Universitatea din Islanda Irlanda - University College Cork Italia - Universitatea din Bologna |  | Letonia - Universitatea din Letonia Lituania - Université de Vilnius Malta - Universitatea din Malta Țările de Jos - Universitatea din Utrecht Norvegia - Universitatea din Bergen Polonia - Universitatea Jagellonă din Cracovia Portugalia - Universitatea din Coimbra România - Universitatea Alexandru Ioan Cuza Slovacia - Universitatea Comenius din Bratislava Slovenia - Universitatea din Ljubljana Spania - Universitatea Complutense din Madrid Elveția - Universitatea din Bâle Regatul Unit - Queen's University Belfast - University of Hull |